# Puerto de Punta Brava
El puerto de Punta Brava también conocido como puerto de Punta Carretas, es un puerto  ubicado en Punta Carretas, Montevideo, Uruguay.

## Historia

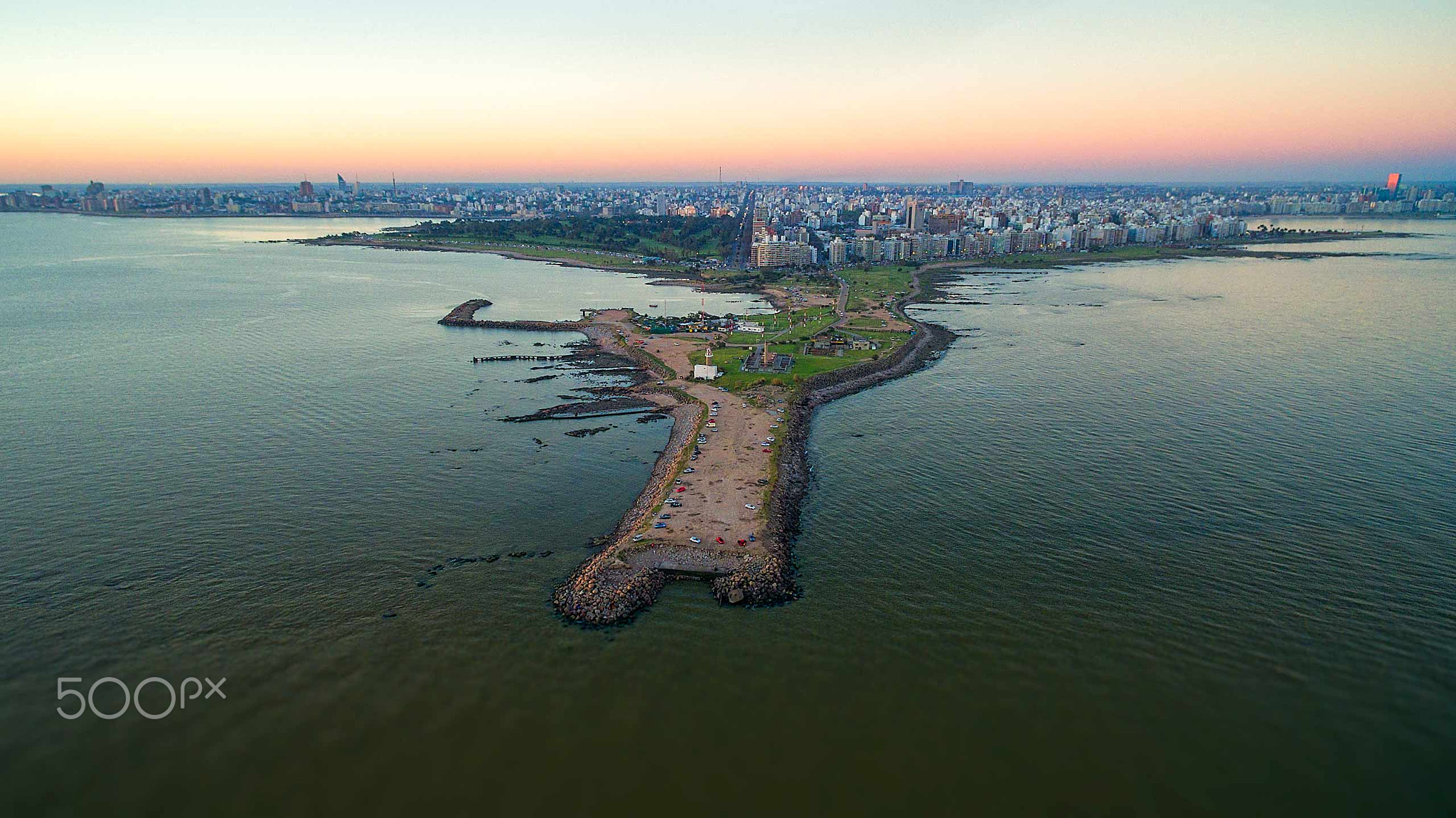
El puerto de Punta Brava, situado detrás del Faro de Punta Brava

En 2018 el Ministerio de Transporte y Obras Públicas realizó un llamado a licitación para ampliar y construir un puerto para embarcaciones deportivas en Punta Brava. Está ubicado entre el puerto de Montevideo y el Puerto del Buceo.
Su actual capacidad es para pesqueros artesanales, y se realizan actividades como remo.